# КК Елан Берне По Лак Ортез
КК Елан Берне По-Лак-Ортез (фр. Élan Béarnais Pau-Lacq-Orthez) је француски кошаркашки клуб из Поа. У сезони 2019/20. такмичи се у Про А лиги Француске и у ФИБА Лиги шампиона.

## Историја
Клуб је основан 1931. године као КК Елан Берне у Ортезу. Године 1989. у назив је додат и град По у који се клуб након завршетка нове дворане (1991) и преселио. У управљање се 2008. укључио и градић Лак, те од тада клуб функционише под садашњим именом. 1973. године је први пут заиграо у највишем рангу и временом у њему постао друга најтрофејнија екипа са 9 освојених титула првака државе. Са четири трофеја је најуспешнији тим Купа лидера (тада под називима Турнир асова и Недеља асова). Три пута је био победник и Купа Француске, а једном је узео и Суперкуп.
Први наступ на међународној сцени имао је 1977. године и то у Купу Радивоја Кораћа. Свој једини европски трофеј освојио је управо у том такмичењу 1984. године победом у финалу над београдском Црвеном звездом (рез. 97:73). У Евролиги (тадашњем ФИБА Купу европских шампиона) највећи успех било је треће место у сезони 1986/87.

## Успеси

### Национални
- Првенство Француске:
  - Првак (9): 1986, 1987, 1992, 1996, 1998, 1999, 2001, 2003, 2004.
  - Другопласирани (4): 1989, 1993, 1995, 2002.
- Куп Француске:
  - Победник (3): 2002, 2003, 2007.
  - Финалиста (2): 2001, 2004.
- Куп "Турнир асова" / "Недеља асова":
  - Победник (4): 1991, 1992, 1993, 2003.
- Суперкуп Француске:
  - Победник (1): 2007.

### Међународни
- Куп Радивоја Кораћа:
  - Победник (1): 1984.

## Учинак у претходним сезонама
| Сез.     | Првенство Француске | Куп Француске      | Куп лидера   | Европско такмичење                   |
| -------- | ------------------- | ------------------ | ------------ | ------------------------------------ |
| 2006/07. | 9. место            | Победник           | —            | —                                    |
| 2007/08. | 9. место            | Четвртфинале       | —            | УЛЕБ куп — Топ 54                    |
| 2008/09. | 16. место           | ?                  | —            | —                                    |
| 2009/10. | —                   | Шеснаестина финала | —            | —                                    |
| 2010/11. | 9. место            | Шеснаестина финала | Полуфинале   | —                                    |
| 2011/12. | 15. место           | Шеснаестина финала | —            | Еврочеленџ — Топ 32                  |
| 2012/13. | —                   | Шеснаестина финала | —            | —                                    |
| 2013/14. | 11. место           | Шеснаестина финала | —            | —                                    |
| 2014/15. | 13. место           | Осмина финала      | —            | —                                    |
| 2015/16. | Четвртфинале ПО     | Осмина финала      | —            | —                                    |
| 2016/17. | Четвртфинале ПО     | Осмина финала      | Полуфинале   | ФИБА Куп Европе — Шеснаестина финала |
| 2017/18. | Четвртфинале ПО     | —                  | —            | —                                    |
| 2018/19. | Четвртфинале ПО     | Шеснаестина финала | Четвртфинале | —                                    |
| 2019/20. | —                   | —                  | —            | ФИБА Лига шампиона — Групна фаза     |

## Познатији играчи
- Алексис Аженса
- Јаник Боколо
- Маркус Браун
- Борис Дијао
- Томас Ертел
- Драган Луковски
- Микаел Пјетрус
- Флоран Пјетрус
- Марко Симоновић
- Мајкл Скот
- Омар Томас
- Мајер Четмен